# Aedes kiangsiensis
Aedes kiangsiensis är en tvåvingeart som beskrevs av Tung 1955. Aedes kiangsiensis ingår i släktet Aedes och familjen stickmyggor. Inga underarter finns listade i Catalogue of Life.